# Prelošćica
Prelošćica falu Horvátországban, Sziszek-Monoszló megyében. Közigazgatásilag Sziszekhez tartozik.

## Fekvése
Sziszek belvárosától 12 km-re délkeletre, a Száva bal partján fekszik. Házai régen közvetlenül a folyóparton sorakoztak, de mára a Szávának ezt a nagy kanyarját már átvágták, ezért a folyó távolabb került a településtől. Ma folyónak a holtága van a helyén.

## Története
A település neve még birtokként 1429-ben tűnik fel először „possessio Prelacha” alakban. A középkorban területe zágrábi káptalan sziszeki uradalmához tartozott. Valószínűleg a török veszély elmúltával a 17. század közepén, vagy végén telepítették be. 1736-ig a sziszeki Szent Kereszt, majd a sunjai plébániához tartozott.
A prelošćicai Szent Mihály plébániát 1789-ben alapították. Kezdetben csak egy kis fakápolnája volt, melyet 1731-ben említenek először. 1741-ben az egyházi vizitátor azt írta, hogy évente csak négyszer miséztek benne. A plébánia alapításakor ez a kápolna lett a falu plébániatemploma. 1773-ban az első katonai felmérés térképén „Dorf Preloschicza” néven szerepel. 1804-ben a falu kegyura a Keglevich család volt. 1831-ben a plébániatemplom leégett és ekkor építették a helyére a mai plébániatemplomot, melyet 1832. november 11-én szenteltek fel. A falunak 1857-ben 1322, 1910-ben 1289 lakosa volt.
A 20. század első éveiben a kilátástalan gazdasági helyzet miatt sokan vándoroltak ki a tengerentúlra. 1918-ban az új szerb-horvát-szlovén állam, majd később Jugoszlávia része lett. A II. világháború idején a Független Horvát Állam része volt. A háború után a béke időszaka köszöntött a településre. Enyhült a szegénység és sok ember talált munkát a közeli városban. A falu 1991. június 25-én a független Horvátország része lett. 2011-ben 525 lakosa volt.

## Népesség
| Lakosság változása | Lakosság változása | Lakosság változása | Lakosság változása | Lakosság változása | Lakosság változása | Lakosság változása | Lakosság változása | Lakosság változása | Lakosság változása | Lakosság változása | Lakosság változása | Lakosság változása | Lakosság változása | Lakosság változása | Lakosság változása |
| ------------------ | ------------------ | ------------------ | ------------------ | ------------------ | ------------------ | ------------------ | ------------------ | ------------------ | ------------------ | ------------------ | ------------------ | ------------------ | ------------------ | ------------------ | ------------------ |
| 1857               | 1869               | 1880               | 1890               | 1900               | 1910               | 1921               | 1931               | 1948               | 1953               | 1961               | 1971               | 1981               | 1991               | 2001               | 2011               |
| 1.322              | 1.283              | 1.273              | 1.239              | 1.309              | 1.289              | 1.239              | 1.220              | 1.101              | 1.076              | 1.074              | 921                | 819                | 795                | 722                | 525                |

## Nevezetességei
Szent Mihály főangyal tiszteletére szentelt római katolikus plébániatemploma 1831-ben épült. Felszentelése 1832. november 11-én történt. Szent Mihály nagyméretű képe a főoltáron áll. A négy mellékoltár Tavelić Szent Miklósnak, Páduai Szent Antalnak, a lourdes-i Szűzanyának és Szent Józsefnek van szentelve. A falakat és a boltozatot szépséges ornamentika díszíti, melyet a varasdi Julija Merlić készített. Téglából készített padlózata rossz állapotban van és az egész épülettel együtt felújításra szorul.
A falu bejáratánál áll az 1904-ben épített Jézus szíve kápolna. A négyszög alaprajzú épület főoltárán Jézus 120 cm magas szobra áll. A kápolnát története során többször felújították, legutóbb az építés száz éves évfordulóján 2004-ben. Évente csak egyszer, Jézus szíve ünnepén mondanak misét benne.
A plébániaház a 19. században épített emeletes épület. A gyakori árvizek miatt kizárólag fából épült. A plébánia épületet előtti három platánfa több mint kétszáz éves.
Védett épület a 101. szám alatti emeletes fa lakóház. A ház 1780-ban épült kőtömbből álló alapokra. A vízszintesen egymásra rakott tölgy deszkákat faékekkel kötötték össze egymással. A hosszúkás, téglalap alaprajzú épület mérete 17x10 méter. A régi ácsolatok (ablakok és ajtók) a kisebb ablaknyílásokkal megmaradtak. A faházat nyeregtető fedi, cserép borítással. A földszinti és első emeleti ablakok, valamint az első emelet és a padlás fölött a keskenyebb homlokzaton kisebb tetőket alakítottak ki, amelyek megvédik az épületet a csapadéktól. A preloščicai faház hagyományos módon épült, és megőrizte eredeti formáját. Értékes példája az elmúlt kétszáz év hagyományos népi építészetének és életmódjának ezen a területen.